# County Kilkenny
County Kilkenny (Iers: Cill Chainnigh) is een graafschap van Ierland en ligt in de provincie Leinster. Het graafschap is genoemd naar de gelijknamige hoofdstad: Kilkenny. Het heeft een oppervlakte van 2061km² en een bevolkingsaantal van 95.419 (2011).
De stad Kilkenny was in de Middeleeuwen de hoofdstad van Ierland, en het graafschap heeft een lange geschiedenis die terug te vinden is in de resten van nederzettingen van de Kelten, Vikingen, Noormannen en Engelsen. Ook zijn er veel oude christelijke sporen in het graafschap, zoals de ruïnes van Jerpoint Abbey en Kells Priory laten zien.
De sportkleuren van het graafschap zijn oranje en zwart, en op de Ierse nummerplaten wordt het graafschap afgekort tot KK.
De stad heeft een station aan de spoorlijn Dublin - Waterford.

## Toeristische attracties
- Dunmore Cave, een groot ondergronds grottenstelsel met veel calciet-afzettingen
- Jerpoint Abbey
- Kilkenny Castle

## Plaatsen
| Engels      | Iers                | Inwoners |
| ----------- | ------------------- | -------- |
| Callan      | Callainn            | 2.475    |
| Castlecomer | Caisleán an Chomair | 1.502    |
| Inistioge   | Inis Tíog           | 785      |
| Kilkenny    | Cill Chainnigh      | 27.184   |
| Thomastown  | Baile Mhic Andáin   | 2.305    |
| Urlingford  | Áth na nUrlainn     | 1.038    |